# Холодный чердак
Холо́дный черда́к — строительный термин, обозначающий пространственный объём под кровлей, которая термически изолируется от основного объёма здания.

## Особенности эксплуатации
При устройстве холодного чердака следует уделять большое внимание пароизоляции со стороны жилых помещений, иначе за счет выделения водяных паров возможно насыщение утеплителя в верхнем перекрытии влагой, что может привести к его непригодности